# Clemens Pausinger
Clemens Pausinger (né le 5 juillet 1908 en Bretagne, mort le 18 juillet 1989) est un magistrat et résistant allemand au nazisme.

## Biographie
Clemens von Pausinger est le fils du peintre Clemens von Pausinger-Frankenburg et d'Aemilia Bandiera de Prosperis. Avec la loi de l'abrogation de la noblesse d'Autriche-Hongrie, son nom devient officiellement de 1919 Clemens Pausinger. Il étudie le droit à Innsbruck et à Vienne, avec de nombreuses interruptions pour des raisons économiques. De 1931 à 1934, il est membre du corps libre des étudiants de la Heimwehr, du Front patriotique et de la Freiwilliges Schutzkorps. En 1938, Pausinger obtient le doctorat et commence la carrière de juge. La même année, il rejoint le NSDAP et exerce les fonctions de Blockleiter.
À partir de janvier 1942, Clemens Pausinger occupe le grade de caporal dans une compagnie d'interprétation du Bureau d'arpentage de l'armée à Vienne, où il rencontre Wilhelm Ritsch, membre du groupe de résistance Maier-Messner. Ensemble, ils fabriquent à l'été 1943 avec un rouleau en caoutchouc et un cadre en bois recouvert de gaze une presse artisanale, avec laquelle ils dupliquent des tracts qu'ils éparpillent dans le centre-ville de Vienne.
Clemens Pausinger est arrêté au printemps 1944 et condamné à mort par le Volksgerichtshof le 28 octobre 1944, pour s'être préparé à la haute trahison. L'avocat de de Pausinger met en doute la santé mentale de Pausinger devant le tribunal et, selon Helene Legradi, une expertise psychiatrique est demandée. Il n'est pas exécuté avant ou au moment de la libération de la ville de Vienne.
Peu après la Seconde Guerre mondiale, Clemens Pausinger reprend ses fonctions judiciaires et participe à des procès contre des criminels nazis vers la fin de guerre. En 1946, en tant que juge d'instruction, il prépare les poursuites à l'encontre de certains responsables du massacre de la prison de Stein, où son camarade Andreas Hofer est abattu. En 1948, il est juge dans une action en justice contre les présumés complices du massacre de Rechnitz.
Du 7 au 21 septembre 1947, à la suggestion de Clemens Pausinger, une exposition se déroule devant le tribunal chargé des affaires pénales de Vienne. Elle présente plus de 1 000 photos d'anciens employés de la Gestapo et une maquette du siège de la Gestapo à Vienne installé dans l'ancien Hotel Metropole avec les salles d'interrogatoire et de détention numérotées. On espère que les anciens prisonniers donneront des éléments pour les enquêtes sur des membres de la Gestapo. L'exposition est si bien fréquentée que la population est invitée à ne pas s'immiscer dans le fonctionnement de la justice, mais simplement à remplir les feuilles d'enregistrement et à s'abstenir de tout entretien personnel dans les locaux du juge d'instruction.